# روبرت ويكسلر
روبرت إيرا ويكسلر (مواليد 2 يناير 1961) سياسي ومحامٍ أمريكي من فلوريدا. وهو رئيس مركز إس. دانيال أبراهام للسلام في الشرق الأوسط ومقره واشنطن. كان ويكسلر عضوًا ديمقراطيًا في مجلس النواب الأمريكي، ممثلًا عن Florida 19 (دائرة انتخابية)، من عام 1997 حتى استقالته في 3 يناير 2010.

## الحياة المبكرة
وُلِد ويكسلر في كوينز، نيويورك، لأبويه بن وساندرا ويكسلر. انتقلت عائلته إلى جنوب فلوريدا عندما كان في العاشرة من عمره. تخرج ويكسلر من مدرسة هوليوود هيلز الثانوية في هوليوود، فلوريدا، والتحق لاحقًا بجامعة إيموري لمدة عام. انتقل إلى جامعة فلوريدا، حيث حصل على درجة البكالوريوس في العلوم السياسية عام 1982. حصل ويكسلر على درجة الدكتوراه في القانون من كلية الحقوق بجامعة جورج واشنطن عام 1985، وعمل محاميًا في شركة Shutts & Bowen قبل أن يخدم في مجلس النواب.

## المسيرة السياسية
خدم ويكسلر في مجلس شيوخ فلوريدا من عام 1990 إلى عام 1996 قبل انتخابه لعضوية مجلس النواب الأمريكي في انتخابات عام 1996، ليشغل المقعد الشاغر الذي تركه زميله الديمقراطي هاري جونستون. أُعيد انتخابه ست مرات، ولم يواجه معارضة جدية في إحدى أكثر الدوائر الانتخابية ديمقراطية في فلوريدا. في 3 يناير 2010، استقال ليتولى منصب المدير التنفيذي لمركز السلام والتعاون الاقتصادي في الشرق الأوسط، وهو مركز أبحاث مقره واشنطن.

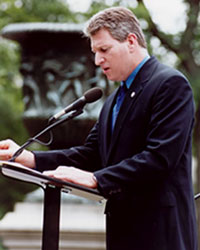
النائب روبرت ويكسلر

### ويكسلر يعلن دعمه لجلسات الاستماع في قضية العزل
في رسالة بالبريد الإلكتروني إلى المؤيدين بتاريخ 7 نوفمبر/تشرين الثاني 2007، ذكر النائب روبرت ويكسلر، عضو لجنة القضاء في مجلس النواب، عن القرار رقم 333:
سأحثّ اللجنة القضائية على تحديد موعد جلسات استماع العزل فورًا، وعدم ترك هذه القضية تتراخى كما حدث خلال الأشهر الستة الماضية. فمن خلال جلسات الاستماع فقط، يُمكننا البدء في تصحيح انتهاكات ديك تشيني وإدارة بوش؛ وإذا ثبت في هذه الجلسات أن نائب الرئيس تشيني قد ارتكب جرائم وجنحًا جسيمة، فيجب عزله وإقالته من منصبه.

في منتصف ديسمبر 2007، أطلق عضو الكونغرس ويكسلر موقعًا إلكترونيًا (Wexlerwantshearings.com) للترويج لجهوده الرامية إلى عقد جلسات استماع لعزل الرئيس. تضمن الموقع فيديو على يوتيوب شرح فيه موقفه، بالإضافة إلى عريضة لتوقيعها من قِبل أصحاب التوجهات المشابهة. حدد ويكسلر هدفًا يتمثل في استقطاب 50 ألف أمريكي للانضمام إلى قضيته. في غضون أسبوعين فقط، وقّع أكثر من 200 ألف شخص على العريضة، وشاهد أكثر من 70 ألف شخص فيديو يوتيوب الخاص به.

### دعوة للإدلاء بشهادته أمام ماكليلان
بعد صدور كتاب "ما حدث" للسكرتير الصحفي السابق للبيت الأبيض سكوت ماكليلان في يونيو/حزيران 2008، صرّح ويكسلر علنًا بأنه يرغب في أن يدلي ماكليلان بشهادته تحت القسم حول ما وصفه ويكسلر بجرائم إدارة بوش. وكانت إدارة بوش قد زعمت أن مثل هذه الإجراءات تُعدّ انتهاكًا للامتياز التنفيذي. كان ويكسلر آنذاك عضوًا في اللجنة القضائية بمجلس النواب. قدّم سكوت ماكليلان شهادته أمام اللجنة القضائية بمجلس النواب في 20 يونيو/حزيران 2008.

### مواد العزل
في 10 يونيو 2008، شارك ويكسلر في رعاية وتوقيع مواد عزل دينيس كوسينيتش لجورج دبليو بوش. وأشار إلى قسم الكونغرس، مؤكدًا أن من واجب الكونغرس التصرف، وصرح قائلًا: "لقد تعمد الرئيس بوش شن حملة دعائية ضخمة لترويج الحرب في العراق للشعب الأمريكي، والاتهامات المفصلة في قرار العزل هذا تشير إلى إساءة غير مسبوقة لاستخدام السلطة التنفيذية". ومع ذلك، أكدت رئيسة مجلس النواب الديمقراطية نانسي بيلوسي مرارًا أنها لن تدعم قرارًا يدعو إلى عزل بوش، قائلةً إن مثل هذه الخطوة من غير المرجح أن تنجح وستكون مثيرة للانقسام.
صوت مجلس النواب بأغلبية 251 صوتًا مقابل 166 صوتًا على إحالة قرار المساءلة إلى اللجنة القضائية في 25 يوليو/تموز 2008، حيث لم يُتَّخذ أي إجراء آخر بشأنه.

### نزاع الإقامة
في يوليو 2008، كشف مذيع قناة فوكس نيوز، بيل أوريلي، أن ويكسلر ادّعى أن منزل حماته في ديلراي بيتش هو محل إقامته الرسمي (مع أنه مُدرج في قائمة أعضاء مجلس النواب باسم "ديمقراطي - بوكا راتون")، لكنه عاش في إحدى ضواحي ماريلاند معظم العام. قام إدوارد جيه. لينش، وهو جمهوري يترشح لمقعد ويكسلر في الكونغرس، بالبحث في ترتيبات سكن ويكسلر، وعرض حجته على برنامج فوكس نيوز. "المنزل الذي يُدرجه في سجل الناخبين هو منزل أصهاره، في مجمع سكني مُسوّر لمن تزيد أعمارهم عن 55 عامًا... من الناحية القانونية، لا يمكنه العودة مع أطفال دون سن 18 عامًا."
بعد مواجهة ويكسلر بهذا الادعاء، صرح بأن حماته كانت تملك المنزل في ديلراي بيتش. لكنه قال أيضًا إنه كان يقيم هناك أثناء وجوده في فلوريدا، أي ما يعادل مرتين شهريًا تقريبًا، وفقًا لمكتبه. وبصفته مقيمًا في فلوريدا، لم يدفع ويكسلر ضريبة الدخل الشخصي، وكانت مركباته مسجلة أيضًا في تلك الولاية، على الرغم من إقامته شبه الدائمة في منطقة واشنطن الحضرية.

## مهام اللجان وعضويات الكتل البرلمانية
- لجنة الشؤون الخارجية
  - اللجنة الفرعية المعنية بأوروبا (الرئيس)
  - اللجنة الفرعية للمنظمات الدولية وحقوق الإنسان والرقابة
  - اللجنة الفرعية المعنية بالشرق الأوسط وجنوب آسيا
- لجنة القضاء
  - اللجنة الفرعية للمحاكم وسياسة المنافسة

### عضويات الكتلة
وفيما يلي قائمة جزئية لعضويات كتلة ويكسلر في الكونجرس:
- اللجنة البرلمانية للسلامة على الطرق العالمية (المؤسس المشارك والرئيس المشارك)
- مجموعة العلاقات الأمريكية التركية (مؤسس مشارك)
- كتلة تايوان (مؤسس مشارك)
- مجموعة تعزيز الملكية الفكرية ومنع القرصنة (مؤسس مشارك/رئيس مشارك)
- كتلة إندونيسيا (المؤسس المشارك/الرئيس المشارك)
- مجموعة الدراسة في الكونغرس حول تركيا (رئيس مشارك)
- الكتلة التقدمية في الكونغرس
- المؤتمر الهندي
- كتلة صربيا

## ظهورات إعلامية بارزة

### مقابلةكولبير ريبورت
لقد أدى ظهور النائب ويكسلر المتكرر في برنامج The Colbert Report إلى رفعه إلى مرتبة "صديق البرنامج" الحقيقي. في حلقة 20 يوليو 2006، وخلال مقابلة لبرنامج "اعرف المنطقة جيدًا" على فكرة ستيفن كولبير في السخرية من تعاطي الكوكايين. نشأ هذا من نقاش حول ترشح ويكسلر لولاية ثانية دون معارضة، وبالتالي، ضمنيًا، لم يكن عليه اختيار كلماته بعناية كما كان يفعل في العادة. وبقيادة ستيفن كولبير، كرر ويكسلر ما قاله كولبير أولًا، ثم أكمل بالتصريحات التالية:
أستمتع بالكوكايين لأنه... أمرٌ ممتع. أستمتع بصحبة العاهرات للأسباب التالية: ... أوه، لأنه أمرٌ ممتع. يشبه الكوكايين تمامًا. إذا جمعتما الاثنين معًا، فربما يكون الأمر أكثر متعة.

بثّ برنامج "صباح الخير يا أمريكا" وبرنامج "توداي شو" (البرنامجان الصباحيان على شبكتي ABC وNBC) وقناة فوكس نيوز نسخًا مُعدّلة من المقابلة. ردًا على ذلك، في حلقة 25 يوليو/تموز 2006 من برنامجه، انتقد كولبير هذه البرامج بشدة لبثّها نسخًا مُعدّلة من المقابلة، ووصفها بأنها مُضلّلة وسلبية. وقال لمشاهديه:"صوّتوا لويكسلر، فهو يتمتع بحس فكاهة، على عكس الصحفيين بالطبع".
في 7 نوفمبر/تشرين الثاني 2006، عاد ويكسلر إلى برنامج "تقرير كولبير" خلال حلقة "Midterm Midtacular" الخاصة بالبرنامج، ومازح بشأن ما قاله في المقابلة السابقة. عندما سأله كولبير عما إذا كان سيوافق على "الموافقة" إذا استعاد الديمقراطيون السيطرة على مجلس النواب، كان حذرًا، ومزح قائلًا إنه تعلم من المقابلة السابقة أنه يجب عليه مراقبة ما يقوله.

### ذا هيل
في أغسطس وسبتمبر 2006، ظهر ويكسلر وموظفو مكتبه في ذا هيل، وهو فيلم وثائقي مكون من ستة أجزاء على قناة Sundance.

### ذا ديلي شو- إلغاء تمويل اليونسكو
في حلقة 15 مارس/آذار 2012 من برنامج "ذا ديلي شو"، أجرى جون أوليفر مقابلة مع ويكسلر، الذي دافع عن قرار الولايات المتحدة خفض تمويلها لليونسكو، استنادًا إلى قانون يحظر تمويل المنظمات التي تعترف بالدولة الفلسطينية. ستؤدي هذه التخفيضات إلى تقليص أو إلغاء بعض البرامج الإنسانية التي تديرها اليونسكو. وأشار ويكسلر إلى أن خفض التمويل ضروري "لإرسال رسالة" إلى المنظمات التي تدعم الدولة الفلسطينية.

## عائلة
ويكسلر وزوجته لوري (ني كوهين) لديهما ثلاثة أطفال.

## روابط خارجية
- السيرة الذاتية ومواقف القضايا[وصلة مكسورة], Votimus.com
- مرات الظهور على سي-سبان| Unrecognised parameter                    | Unrecognised parameter | Unrecognised parameter |
| ----------------------------------------- | ---------------------- | ---------------------- |
| سبقه                                      | '                      | تبعه                   |
| Unrecognised parameter                    |                        |                        |
| سبقه                                      | '                      | تبعه                   |
| ترتيب الأسبقية للولايات المتحد (احتفالية) |                        |                        |
| سبقه                                      | '                      | تبعه                   || ضبط استنادي | ضبط استنادي |
| ----------- | --- |
| دولية       | - الاسم المعياري الدولي (ISNI) - ملف الضبط الاستنادي الافتراضي الدَّولي (VIAF) - مركز المكتبة الرقمية على الإنترنت (WC Entities) |
| وطنية       | - الملف الاستنادي المتكامِل (GND) - مكتبة الكونغرس (LCNAF)                                                                      |
| تراجم       | - الكونغرس الأمريكي (congbio)                                                                                                  |
| أخرى        | - الشبكات الاجتماعية ونظام المحتوى المؤرشف (SNAC Ark)                                                                          |